# Ehemänner
Ehemänner (Originaltitel: Husbands) ist ein Spielfilm von John Cassavetes aus dem Jahr 1970.

## Handlung
Der Film beginnt mit einer Serie von Standfotografien, die zunächst die Szenerie einer Familien- oder Nachbarschaftsparty an einem Swimmingpool zeigen und sich dann auf vier Männer konzentrieren, die gemeinsam für die Kamera posieren.
Übergangslos führen die ersten bewegten Bilder des Films zu einer Begräbniszeremonie. Sie findet statt für einen der vier Männer, Stuart, und was der Film im Folgenden zeigt, sind die Reaktionen der verbliebenen drei auf den Tod ihres Freundes.
Der erste Teil des Films spielt in New York. Die drei – Gus, Archie und Harry, alle um die vierzig Jahre alt – sind zu aufgewühlt, um nach Hause zu gehen. „I don't wanna go home“, sagt bereits im Taxi, das sie am Friedhof genommen haben, einer von ihnen, und die anderen beiden stimmen zu. Aber schon bald darauf, in der Subway, fragen sie sich: „What are we gonna do?“ – was sollen wir denn stattdessen tun? Auf wildes Herumgerenne in den Straßen folgt ein Auspowern beim Basketball und Schwimmen, und schließlich landen sie in einer Bierkneipe, wo die wenigen dort versammelten Gäste von ihnen zu seltsamen Gesangsdarbietungen animiert werden. Am Ende der Nacht sind sie volltrunken und ratlos, wie es weitergehen soll.
Als erster will Harry wieder zurück ins normale Alltagsleben. Zuhause aber hält er es gar nicht mehr aus; in größter Aggression wendet er sich gegen seine Frau und seine Schwiegermutter. Immerhin hat er sich äußerlich wieder frisch gemacht und begibt sich zu seinem Job im Büro. Auch Gus will seine Arbeit als Zahnarzt wieder aufnehmen. Aber es geht nicht. Wenig später stehen die drei wieder gemeinsam auf der Straße, und Harry sagt entschlossen: „I'm going to London!“ Erst Gus, dann auch Archie stimmen zu.
Der zweite Teil des Films spielt in London. In einem edlen Hotel nehmen sie benachbarte Zimmer und begeben sich dann in ein Spielcasino. Schnell wird das Ziel ihrer Reise klar: Frauenbekanntschaften zu machen. Zunächst mit unterschiedlichem Erfolg, doch dann geht es zu sechst zurück ins Hotel – drei Männer in mittlerem Alter und drei deutlich jüngere Frauen. Man trennt sich, jeweils ein Paar geht in eines drei Zimmer, aber alle versuchten Annäherungen scheinen zunächst zum Scheitern verurteilt. Für Gus findet die Nacht mit der jungen Frau immerhin noch eine Fortsetzung am nächsten Morgen beim gemeinsamen Kaffee in einem Pub. Als er wieder vor dem Hotel eintrifft, hat sich Archie gerade im strömenden Regen von der jungen Asiatin verabschiedet, mit der er die Nacht zugebracht hat. Harry dagegen treffen sie in seinem Zimmer an, jetzt allerdings in Begleitung von gleich drei Frauen, einer älteren und zwei jüngeren. Ist dies seine neue Familie oder ist es nur  Selbsttäuschung, wenn er rührselig „Dancing in the dark“ singt ?
Die Heimreise nach New York treten jedenfalls Gus und Archie allein an. Die letzten Bilder des Films zeigen sie, als sie mit großen Tüten voller schnell noch erstandener Geschenke für die Kleinen zuhause eintreffen.

## Inszenierung
Aufgrund der stets spontan wirkenden Dialoge, auch der im Einzelnen unplanbaren Aktionen in vielen Szenen – so bei dem Agieren der drei Männer in der Basketballhalle – wurde eine durchgängige Improvisation der Darsteller für möglich gehalten. Laut Peter Falk sei dies allerdings ein „gängiges Missverständnis“. Improvisation habe es bei den Proben gegeben, als Cassavetes nicht viel mehr als ein grobes Handlungsgerüst mitgebracht habe; danach habe er ein solides Drehbuch geschrieben, und man habe versucht, sich daran auch zu halten.
Der britische Filmhistoriker Darragh O’Donoghue hat auf eine Besonderheit des elliptischen Erzählens in diesem Cassavetes-Film hingewiesen. Es werde nicht nur durch Auslassungen die Handlung gerafft, wobei der Zuschauer aber die fehlenden Handlungsteile logisch erschließen könne, sondern er spare einige Male gerade die Szenen aus, die eigentlich zum vollen Verständnis der Figuren nötig wären. Er wählt als Beispiel die Nacht im Londoner Hotel:

„Cassavetes lässt entscheidende Szenen oft radikal aus […] die sexuell erfolgreichen Erlebnisse von Gus und Archie in London (trotz der katastrophalen Anfänge, die uns gezeigt werden). Was wir sehen, reicht nicht aus, um vollständig zu verstehen, was vor sich geht.“

Die visuelle Gestaltung des Films, die z. B. aus der Kameraführung (der häufigen Nutzung einer Handkamera) und der Cadrage (den häufigen Großaufnahmen) resultiert, hat einige Kommentatoren an Bilder denken lassen, wie sie auch in einem naturalistischen Dokumentarfilm vorkommen könnten. Auch eine Zuordnung zum Stil des Cinéma vérité fand oft statt, aus der Sicht des Kritikers Roger Ebert etwas zu vorschnell. Er schrieb schon kurz nach der Premiere des Films: „Cassavetes verwendet wieder einmal, was man wohl als Pseudo-Cinéma vérité bezeichnen würde, obwohl sein Film von Profis gespielt wird und (angeblich) das Drehbuch im Voraus geschrieben wurde, erhält er den Look eines Dokumentarfilms. […] Bei Husbands wurde bewusst versucht, den 16-mm-Cinéma-vérité-Look zu simulieren.“
Die visuelle Gestaltung ist jedoch nicht einheitlich. Darragh O’Donoghue hat von einer „expressionistischen Anmutung“ gesprochen, die in einigen Szenen von Husbands auch zu finden sei – so in der Szene, als Harry klar wird, dass er dies Leben, zu dem auch dieser Job gehört, nicht mehr weiter leben will. Die Bürogänge würden da plötzlich labyrinthisch und seine Kunden würden durch Verzerrung der Linse grotesk wirken. Eine andere Einstellung aus derselben Szene erwähnt der Independent-Filmregisseur Andrew Bujalski in einem Essay zum Film – die Einstellung, in der Harry verloren wirkend am Schreibtisch sitzt und die Hälfte der Leinwand von Fotografien seiner Kinder gefüllt ist; auch er wählt zur Beschreibung das Wort „expressionistisch“.

## Produktion
Die Dreharbeiten fanden statt im Zeitraum vom 20. Januar bis zum 10. Juli 1969.
Es wurden weit mehr Szenen gedreht, als in einen ca. zweieinhalb Stunden langen Film eingebaut werden konnten. Eine erste Schnittfassung wurde einem ausgewählten Publikum vorgeführt. Offenbar betonte sie eher die „leichteren“, humorvolleren Teile der Handlung. Cassavetes war mit dieser Fassung nicht zufrieden – aus seiner Sicht traf sie nicht den emotionalen Kern der Handlung. Er erarbeitete eine zweite Fassung, die schließlich in die Kinos kam. – Beides – die Szenenauswahl aus dem überreichen Material und die darauf folgende neue Erarbeitung einer von Cassavetes abgenommenen Schnittfassung – führten dazu, dass zwischen dem Ende der Dreharbeiten und der Premiere von Husbands mehr als ein Jahr verging.
Die Premiere des Films fand am 24. Oktober 1970 im Rahmen des San Francisco International Film Festivals statt. – In Deutschland lief der Film zuerst im Fernsehprogramm des Bayerischen Rundfunks am 27. März 1974.

## Zeitgenössische Kritik
Wie bei anderen Cassavetes-Filmen der 1970er Jahre fielen auch bei Husbands die Wertungen renommierter US-amerikanischer Kritiker vollkommen gegensätzlich aus. Beispielhaft hierfür waren die positive Rezension von Jay Cocks im Time-Magazin, im Dezember 1970, und die negative Rezension von Pauline Kael im New Yorker, im Januar 1971. – Cocks schrieb:

„Es gibt ein paar Dinge, die einem bei Husbands als erstes und sofort in den Sinn kommen: Dass er ein besseres Bild einer Art schleichender Verzweiflung vermittelt, als es jemals zuvor gezeigt wurde; dass er John Cassavetes’ beste Arbeit ist; und dass er ein wichtiger und großartiger Film ist. Cassavetes lässt seinen Film in das Leben seines Publikums eindringen und bringt die Zuschauer zum Lachen und zum Leiden gleichermaßen, so als würden sie individuelle Erinnerungen wiedererleben. Husbands ist vielleicht einer der besten Filme, die man je sehen wird. Er ist ganz sicher der beste Film, den man je durchleben wird.“

Auf Pauline Kaels Verriss des Films kam Richard Brody, ebenfalls im New Yorker, fast 40 Jahre nach dessen Veröffentlichung aus Anlass einer neuen DVD-Veröffentlichung von Husbands noch einmal zurück. Brody fasste zusammen:

„Sie sagte [damals], sie hätte gern alles herausgeschnitten, ‹außer vielleicht insgesamt zwanzig Minuten, und das ist noch zu viel›. Sie verwies auf die ‹Fehler› von Cassavetes’ vorherigem Film Faces (den sie [ebenfalls] extrem negativ besprochen hatte) und sagte, dass ‹Husbands diese Fehler in eine neue Dimension hebt›. Sie bezeichnete das Verhalten der Hauptfiguren als ‹infantil und beleidigend›, nannte die Darstellungen ‹monoton›, behauptete, seine Verfahren glichen ‹blanken Klischees› und warf mit Adjektiven wie ‹kindisch›, ‹banal›, ‹quälend langsam›, ‹chaotisch›, ‹unkontrollierbar›, ‹grotesk unsensibel› und ‹abscheulich› um sich.“

## Varia
- Eine während der Dreharbeiten aufgenommene Fotografie der drei Hauptdarsteller war abgebildet auf der Titelseite des Magazins Time vom 9. Mai 1969.
- Für die Reihe „Cinéma privé - Der ganz private Lieblingsfilm“ des Filmmuseums Potsdam wählte Matthias Brandt im Oktober 2016 Cassavetes’ Film Husbands.[17]